# Zekelita syriacalis
Zekelita syriacalis là một loài bướm đêm trong họ Erebidae.